# Millard-Gubler-Syndrom
Das Millard-Gubler-Syndrom tritt bei einer Schädigung des Hirnstammes als alternierende Hirnstammläsion auf und wird auch als Sequenz des kaudalen Brückenfußes definiert.
Synonyme sind: Millard-Syndrom; Gubler-Syndrom; Gubler-Lähmung; lateinisch Hemiplegia cruciata abducentis inferior; Raymond-Foville-Syndrom, Abduzens-Fazialis-Syndrom.
Die Erstbeschreibung erfolgte im Jahre 1856 durch die französischen Ärzte Auguste Louis Jules Millard (1830–1915) und Adolphe Marie Gubler (1821–1897).
Das Syndrom ist nicht mit dem Foville-Syndrom zu verwechseln.

## Ursache
Der Erkrankung liegt eine Läsion im Brückenfuß (Pars basilaris pontis) zugrunde.
Eine Durchblutungsstörung, z. B. durch einen Schlaganfall, führt im kaudalen Teil des Pons zur Schädigung des Nucleus nervi facialis, des Nucleus nervi abducentis und der Pyramidenbahn.

## Diagnostische Kriterien
Klinische Kriterien sind:
- Ipsilaterale periphere Fazialisparese
- Ipsilaterale Abduzensparese
- Kontralaterale Hemiparese mit Spastik